# 1516 en littérature
| Années de la littérature : 1513 - 1514 - 1515 - 1516 - 1517 - 1518 - 1519    |
| Décennies de la littérature : 1480 - 1490 - 1500 - 1510 - 1520 - 1530 - 1540 |

Cet article présente les faits marquants de l'année 1516 en littérature.

## Événements
- Olaus Petri fait ses études de théologie à Leipzig, puis à Wittenberg, où il devient le disciple et l’ami de Martin Luther (1516-1519)[1].

- Maxime le Grec (1470-1556), invité par Vassili III de Russie, quitte le mont Athos pour Moscou, qu'il rejoint en 1518, afin de mettre en ordre les manuscrits grecs et de revoir les traductions en slavon de textes liturgiques grecs. Il soutient que Moscou, troisième Rome, doit animer la croisade contre l’islam pour libérer Sainte-Sophie et Constantinople[2].

## Parutions
- 1er mars : Novum Instrumentum omne, édition critique du Nouveau Testament en grec achevée en 1515 par Érasme, est publié à Bâle par Johann Froben[3]. C'est une édition du texte biblique établie à partir de nouveaux manuscrits, qui contient le texte grec original enrichi de notes critiques et d’une traduction latine plus exacte que celle de la Vulgate.
- 22 avril[4] : publication à Ferrare de la première version du Roland furieux (Orlando furioso), poème de l’Arioste[5]. L’œuvre connaît aussitôt un grand succès.
- 28 septembre : édition du Cancioneiro Geral, recueil de chansons, chez l'imprimeur allemand Herman de Campos à Lisbonne au Portugal[6].

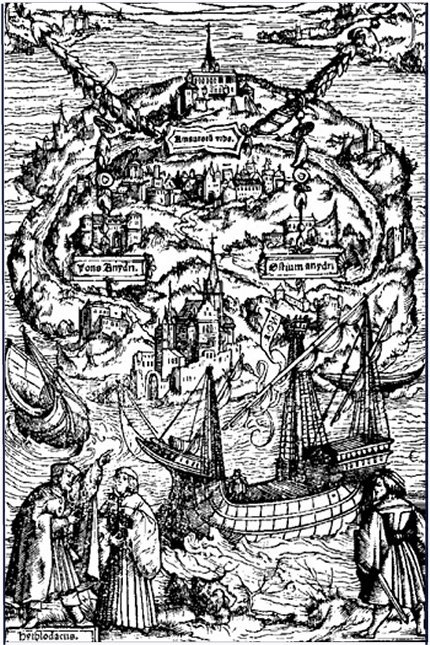
Gravure de Ambrosius Holbein pour une édition de L'Utopia de 1518. Le coin en bas à gauche montre le voyageur Raphael Hythlodaeus décrivant l'île.

- Décembre : Sir Thomas More publie chez Thierry Martin à  Louvain L'Utopie (De optimo reipublicae statu deque nova insula Utopia)[7], roman politique en latin (critique de l’organisation politique et religieuse du régime monarchique et description de la vie idéale sur l’île d’Utopie, où règne une équité parfaite entre les individus, soumis à un régime communautaire qui n’entrave en rien la liberté de chacun). Il évoque une religion non institutionnalisé où plusieurs confessions pourraient coexister, où les prêtres pourrait se marier, les femmes accéder au sacerdoce et où l’athéisme serait toléré.

- L’Institution du prince chrétien, d’Érasme, alors conseiller du futur Charles Quint[8].
- Tractatus de Immortalitate Animae (Traité de l'immortalité de l'âme), de Pomponazzi publié à Bologne, condamné par l'Inquisition[9].

## Décès
- 5 septembre : Tommaso Inghirami, humaniste, bibliothécaire et écrivain italien, né en 1470.